# Calepina
Calepina là chi thực vật có hoa trong họ Cải.